# يحيى الوتري
يحيى الوَتَري (1282 - 1341 هـ / 1865 - 1923 م) وهو قاضي شرعي، من أهل بغداد، وهو رجل فاضل وقد قام بالتدريس في المدرسة الاحمدية في سوق القماش ببغداد، وتخرج على يديه علماء منهم الشيخ عبد الوهاب النائب والشيخ غلام رسول الهندي وغيرهم.
وعائلة آل الوتري هي من العوائل المعروفة والتي تحفل بعلماء الدين، ومن الأسر العربية والعريقة التي كانت تقطن المدينة المنورة، وهي من أسر العلم والأدب في تلك الديار أشتهر منهم محدث الديار الحجازية الشيخ أحمد الظاهر الوتري شيخ علم الحديث في الحرم النبوي، وهاجر قسم من أفراد هذه الأسرة إلى العراق وأتخذوا من بغداد سكنا لهم فسلكوا طريق الآباء والأجداد في طلب العلم وأسباب الكمال، حتى ذاع صيتهم وعلا مقامهم واشتهر منهم الشيخ يحيى الوتري.
ولقد ألف الشيخ يحيى بن قاسم بن جليل الوتري عدة مؤلفات منها كتاب الرسالة الوترية في النحو والبلاغة، وله حاشية على الدرر في الفقه الحنفي، وله رسالة في علم الفلك وله ثبت مخطوط دون فيه أسانيد صحيحة لأحاديث النبي محمد، وكان له مجلس علم معروف من المجالس المشهورة في بغداد يسمى مجلس آل الوتري أعقبه في مجلسه بعد وفاته ولده العلامة محمود الوتري الذي توفي عام 1367 هـ/1947م، وخلفه ولده الآخر الطبيب هاشم يحيى الوتري، وأما مجلسهم في جامع الخلفاء فقد اندرس أثره بعد تهديم قسم من الجامع وتقليص مساحته لأجل فتح الشارع العام المسمى حاليا بشارع الجمهورية.
وله رسائل في علم الفلك والأزياج والرياضة وله «الرسالة الوترية» في النحو.

## وفاته
توفي الشيخ يحيى الوتري في عام 1341 هـ/1922م.